# Acalypha lindheimeri
Acalypha lindheimeri é uma espécie de flor do gênero Acalypha, pertencente à família Euphorbiaceae.